# Neoplan Metroliner
Neoplan Metroliner/Kombiliner – rodzina autobusów międzymiastowych, kombi i turystycznych produkowana przez zakłady Gottlob Auwärter GmbH & Co. KG pod marką Neoplan w latach 1983 - 1991 r w Pilsting.

## Historia
Neoplan Metroliner (o typoszeregu N 416) został zaprezentowany w 1983 r we Frankfurcie nad Menem. Technicznie spokrewniony z rodziną Jetliner stanowił ofertę autobusów kombi i międzymiastowych Neoplanu. Bliźniaczym modelem o podłodze i jej wysokości z Jetliner i większym bagażnikiem stał się osobno nazwany Kombiliner (typoszereg N 316) pierwotnie oferowany wyłącznie w jednej 12 m wersji - N 316. Wewnętrznie konkurowały z modelem Jetliner. W 1987 r rodzina uległa modernizacji polegającej na unowocześnieniu ściany przedniej zgodnej ze stylistyką linii modelowej producenta. Zaprezentowany w maju 1988 r Neoplan MIC (Metroliner In Carbon) z nadwoziem wykonanym w pełni z kompozytów, zadecydował o włączeniu dotychczasowych modeli pod rodzinę Kombiliner i zmianę typoszeregu. W 1989 r przedstawiono następcę w postaci rodziny Transliner. Definitywne zakończenie produkcji nastąpiło w 1991 r po kompletacji gamy modelowej następcy.

## Gama modelowa
- N 415 MÜ
- N 416 MK
- N 316